# Lista över olympiska medaljörer i hastighetsåkning på skridskor
Detta är en lista över samtliga olympiska medaljörer i hastighetsåkning på skridskor.
Hastighetsåkning på skridskor har funnits med på det olympiska programmet sedan 1924. Då tävlade endast män på distanserna 500, 1 500, 5 000 och 10 000 meter samt i allround. Vid olympiska vinterspelen 1932 i Lake Placid anordnades de första skridskotävlingarna för damer, då som demonstrationssport. Nivån på tävlingen var hög och de tre vinnarna gick alla i mål på tider som var bättre än de då gällande världsrekorden, trots detta kom hastighetsåkning på skridskor för damer inte med på det ordinarie olympiska programmet förrän vid spelen i Squaw Valley 1960.

## Damer

### 500 meter
| Spel                            | Guld                               | Silver                             | Brons                            |
| Squaw Valley 1960 Detaljer...   | Helga Haase Tysklands förenade lag | Natalja Dontjenko Sovjetunionen    | Jeanne Ashworth USA              |
| Innsbruck 1964 Detaljer...      | Lidija Skoblikova Sovjetunionen    | Irina Jegorova Sovjetunionen       | Tatiana Sidorova Sovjetunionen   |
| Grenoble 1968 Detaljer...       | Ljudmila Titova Sovjetunionen      | Jenny Fish USA                     | Inte utdelat                     |
| Grenoble 1968 Detaljer...       | Ljudmila Titova Sovjetunionen      | Dianne Holum USA                   | Inte utdelat                     |
| Grenoble 1968 Detaljer...       | Ljudmila Titova Sovjetunionen      | Mary Meyers USA                    | Inte utdelat                     |
| Sapporo 1972 Detaljer...        | Anne Henning USA                   | Vera Krasnova Sovjetunionen        | Ljudmila Titova Sovjetunionen    |
| Innsbruck 1976 Detaljer...      | Sheila Young USA                   | Cathy Priestner Kanada             | Tatiana Averina Sovjetunionen    |
| Lake Placid 1980 Detaljer...    | Karin Enke Östtyskland             | Leah Poulos-Mueller USA            | Natalja Petrusjova Sovjetunionen |
| Sarajevo 1984 Detaljer...       | Christa Rothenburger Östtyskland   | Karin Enke Östtyskland             | Natalja Shive Sovjetunionen      |
| Calgary 1988 Detaljer...        | Bonnie Blair USA                   | Christa Rothenburger Östtyskland   | Karin Enke Östtyskland           |
| Albertville 1992 Detaljer...    | Bonnie Blair USA                   | Ye Qiaobo Kina                     | Christa Luding Tyskland          |
| Lillehammer 1994 Detaljer...    | Bonnie Blair USA                   | Susan Auch Kanada                  | Franziska Schenk Tyskland        |
| Nagano 1998 Detaljer...         | Catriona LeMay Doan Kanada         | Susan Auch Kanada                  | Tomomi Okazaki Japan             |
| Salt Lake City 2002 Detaljer... | Catriona LeMay Doan Kanada         | Monique Garbrecht-Enfeldt Tyskland | Sabine Völker Tyskland           |
| Turin 2006 Detaljer...          | Svetlana Zjurova Ryssland          | Wang Manli Kina                    | Ren Hui Kina                     |
| Vancouver 2010 Detaljer...      | Lee Sang-Hwa Sydkorea              | Jenny Wolf Tyskland                | Wang Beixing Kina                |
| Sotji 2014 Detaljer...          | Lee Sang-hwa Sydkorea              | Olga Fatkulina Ryssland            | Margot Boer Nederländerna        |
| Pyeongchang 2018 Detaljer...    | Nao Kodaira Japan                  | Lee Sang-hwa Sydkorea              | Karolína Erbanová Tjeckien       |

Källa:

### 1 000 meter
| Spel                            | Guld                             | Silver                             | Brons                             |
| Squaw Valley 1960 Detaljer...   | Klara Guseva Sovjetunionen       | Helga Haase Tysklands förenade lag | Tamara Rylova Sovjetunionen       |
| Innsbruck 1964 Detaljer...      | Lidija Skoblikova Sovjetunionen  | Irina Jegorova Sovjetunionen       | Kaija Mustonen Finland            |
| Grenoble 1968 Detaljer...       | Carry Geijssen Nederländerna     | Ljudmila Titova Sovjetunionen      | Dianne Holum USA                  |
| Sapporo 1972 Detaljer...        | Monika Pflug Västtyskland        | Atje Keulen-Deelstra Nederländerna | Anne Henning USA                  |
| Innsbruck 1976 Detaljer...      | Tatiana Averina Sovjetunionen    | Leah Poulos USA                    | Sheila Young USA                  |
| Lake Placid 1980 Detaljer...    | Natalja Petrusjova Sovjetunionen | Leah Poulos-Mueller USA            | Sylvia Albrecht Östtyskland       |
| Sarajevo 1984 Detaljer...       | Karin Enke Östtyskland           | Andrea Schöne Östtyskland          | Natalja Petrusjova Sovjetunionen  |
| Calgary 1988 Detaljer...        | Christa Rothenburger Östtyskland | Karin Enke Östtyskland             | Bonnie Blair USA                  |
| Albertville 1992 Detaljer...    | Bonnie Blair USA                 | Ye Qiaobo Kina                     | Monique Garbrecht Tyskland        |
| Lillehammer 1994 Detaljer...    | Bonnie Blair USA                 | Anke Baier Tyskland                | Ye Qiaobo Kina                    |
| Nagano 1998 Detaljer...         | Marianne Timmer Nederländerna    | Christine Witty USA                | Catriona LeMay Doan Kanada        |
| Salt Lake City 2002 Detaljer... | Christine Witty USA              | Sabine Völker Tyskland             | Jennifer Rodriguez USA            |
| Turin 2006 Detaljer...          | Marianne Timmer Nederländerna    | Cindy Klassen Kanada               | Anni Friesinger Tyskland          |
| Vancouver 2010 Detaljer...      | Christine Nesbitt Kanada         | Annette Gerritsen Nederländerna    | Laurine van Riessen Nederländerna |
| Sotji 2014 Detaljer...          | Zhang Hong Kina                  | Ireen Wüst Nederländerna           | Margot Boer Nederländerna         |
| Pyeongchang 2018 Detaljer...    | Jorien ter Mors Nederländerna    | Nao Kodaira Japan                  | Miho Takagi Japan                 |

Källa:

### 1 500 meter
| Spel                            | Guld                             | Silver                            | Brons                              |
| Squaw Valley 1960 Detaljer...   | Lidija Skoblikova Sovjetunionen  | Elwira Seroczyńska Polen          | Helena Pilejczyk Polen             |
| Innsbruck 1964 Detaljer...      | Lidija Skoblikova Sovjetunionen  | Kaija Mustonen Finland            | Berta Kolokoltseva Sovjetunionen   |
| Grenoble 1968 Detaljer...       | Kaija Mustonen Finland           | Carry Geijssen Nederländerna      | Stien Kaiser Nederländerna         |
| Sapporo 1972 Detaljer...        | Dianne Holum USA                 | Stien Baas-Kaiser Nederländerna   | Atje Keulen-Deelstra Nederländerna |
| Innsbruck 1976 Detaljer...      | Galina Stepanskaya Sovjetunionen | Sheila Young USA                  | Tatiana Averina Sovjetunionen      |
| Lake Placid 1980 Detaljer...    | Annie Borckink Nederländerna     | Ria Visser Nederländerna          | Sabine Becker Östtyskland          |
| Sarajevo 1984 Detaljer...       | Karin Enke Östtyskland           | Andrea Schöne Östtyskland         | Natalja Petrusjova Sovjetunionen   |
| Calgary 1988 Detaljer...        | Yvonne van Gennip Nederländerna  | Karin Enke Östtyskland            | Andrea Ehrig Östtyskland           |
| Albertville 1992 Detaljer...    | Jacqueline Börner Tyskland       | Gunda Niemann Tyskland            | Seiko Hashimoto Japan              |
| Lillehammer 1994 Detaljer...    | Emese Hunyady Österrike          | Svetlana Fedotkina Ryssland       | Gunda Niemann Tyskland             |
| Nagano 1998 Detaljer...         | Marianne Timmer Nederländerna    | Gunda Niemann-Stirnemann Tyskland | Christine Witty USA                |
| Salt Lake City 2002 Detaljer... | Anni Friesinger Tyskland         | Sabine Völker Tyskland            | Jennifer Rodriguez USA             |
| Turin 2006 Detaljer...          | Cindy Klassen Kanada             | Kristina Groves Kanada            | Ireen Wüst Nederländerna           |
| Vancouver 2010 Detaljer...      | Ireen Wüst Nederländerna         | Kristina Groves Kanada            | Martina Sáblíková Tjeckien         |
| Sotji 2014 Detaljer...          | Jorien ter Mors Nederländerna    | Ireen Wüst Nederländerna          | Lotte van Beek Nederländerna       |
| Pyeongchang 2018 Detaljer...    | Ireen Wüst Nederländerna         | Miho Takagi Japan                 | Marrit Leenstra Nederländerna      |

Källa:

### 3 000 meter
| Spel                            | Guld                              | Silver                          | Brons                              |
| Squaw Valley 1960 Detaljer...   | Lidija Skoblikova Sovjetunionen   | Valentina Stenina Sovjetunionen | Eevi Huttunen Finland              |
| Innsbruck 1964 Detaljer...      | Lidija Skoblikova Sovjetunionen   | Han Pil-Hwa Nordkorea           | Inte utdelat                       |
| Innsbruck 1964 Detaljer...      | Lidija Skoblikova Sovjetunionen   | Valentina Stenina Sovjetunionen | Inte utdelat                       |
| Grenoble 1968 Detaljer...       | Ans Schut Nederländerna           | Kaija Mustonen Finland          | Stien Kaiser Nederländerna         |
| Sapporo 1972 Detaljer...        | Stien Baas-Kaiser Nederländerna   | Dianne Holum USA                | Atje Keulen-Deelstra Nederländerna |
| Innsbruck 1976 Detaljer...      | Tatiana Averina Sovjetunionen     | Andrea Mitscherlich Östtyskland | Lisbeth Korsmo Norge               |
| Lake Placid 1980 Detaljer...    | Bjørg Eva Jensen Norge            | Sabine Becker Östtyskland       | Beth Heiden USA                    |
| Sarajevo 1984 Detaljer...       | Andrea Schöne Östtyskland         | Karin Enke Östtyskland          | Gabi Schönbrunn Östtyskland        |
| Calgary 1988 Detaljer...        | Yvonne van Gennip Nederländerna   | Andrea Ehrig Östtyskland        | Gabi Zange-Schönbrunn Östtyskland  |
| Albertville 1992 Detaljer...    | Gunda Niemann Tyskland            | Heike Warnicke Tyskland         | Emese Hunyady Österrike            |
| Lillehammer 1994 Detaljer...    | Svetlana Bazhanova Ryssland       | Emese Hunyady Österrike         | Claudia Pechstein Tyskland         |
| Nagano 1998 Detaljer...         | Gunda Niemann-Stirnemann Tyskland | Claudia Pechstein Tyskland      | Anni Friesinger Tyskland           |
| Salt Lake City 2002 Detaljer... | Claudia Pechstein Tyskland        | Renate Groenewold Nederländerna | Cindy Klassen Kanada               |
| Turin 2006 Detaljer...          | Ireen Wüst Nederländerna          | Renate Groenewold Nederländerna | Cindy Klassen Kanada               |
| Vancouver 2010 Detaljer...      | Martina Sáblíková Tjeckien        | Stephanie Beckert Tyskland      | Kristina Groves Kanada             |
| Sotji 2014 Detaljer...          | Ireen Wüst Nederländerna          | Martina Sáblíková Tjeckien      | Olga Graf Ryssland                 |
| Pyeongchang 2018 Detaljer...    | Carlijn Achtereekte Nederländerna | Ireen Wüst Nederländerna        | Antoinette de Jong Nederländerna   |

Källa:

### 5 000 meter
| Spel                            | Guld                            | Silver                            | Brons                                              |
| Calgary 1988 Detaljer...        | Yvonne van Gennip Nederländerna | Andrea Ehrig Östtyskland          | Gabi Zange Östtyskland                             |
| Albertville 1992 Detaljer...    | Gunda Niemann Tyskland          | Heike Warnicke Tyskland           | Claudia Pechstein Tyskland                         |
| Lillehammer 1994 Detaljer...    | Claudia Pechstein Tyskland      | Gunda Niemann Tyskland            | Hiromi Yamamoto Japan                              |
| Nagano 1998 Detaljer...         | Claudia Pechstein Tyskland      | Gunda Niemann-Stirnemann Tyskland | Ljudmila Prokasjeva Kazakstan                      |
| Salt Lake City 2002 Detaljer... | Claudia Pechstein Tyskland      | Gretha Smit Nederländerna         | Clara Hughes Kanada                                |
| Turin 2006 Detaljer...          | Clara Hughes Kanada             | Claudia Pechstein Tyskland        | Cindy Klassen Kanada                               |
| Vancouver 2010 Detaljer...      | Martina Sáblíková Tjeckien      | Stephanie Beckert Tyskland        | Clara Hughes Kanada                                |
| Sotji 2014 Detaljer...          | Martina Sáblíková Tjeckien      | Ireen Wüst Nederländerna          | Carien Kleibeuker Nederländerna                    |
| Pyeongchang 2018 Detaljer...    | Esmee Visser Nederländerna      | Martina Sáblíková Tjeckien        | Natalja Voronina Olympiska idrottare från Ryssland |

Källa:

### Lagtempo
| Spel                         | Guld                                                                                          | Silver                                                                              | Brons                                                                                                   |
| Turin 2006 Detaljer...       | Tyskland Daniela Anschütz-Thoms Anni Friesinger Lucille Opitz Claudia Pechstein Sabine Völker | Kanada Kristina Groves Clara Hughes Cindy Klassen Christine Nesbitt Shannon Rempel  | Ryssland Jekaterina Abramova Varvara Barysjeva Galina Lichatjova Jekaterina Lobysjeva Svetlana Vysokova |
| Vancouver 2010 Detaljer...   | Tyskland Daniela Anschütz-Thoms Stephanie Beckert Anni Friesinger-Postma Katrin Mattscherodt  | Japan Masako Hozumi Nao Kodaira Maki Tabata                                         | Polen Katarzyna Bachleda-Curuś Katarzyna Woźniak Luiza Złotkowska                                       |
| Sotji 2014 Detaljer...       | Nederländerna Jorien ter Mors Marrit Leenstra Lotte van Beek Ireen Wüst                       | Polen Katarzyna Bachleda-Curuś Natalia Czerwonka Luiza Złotkowska Katarzyna Woźniak | Ryssland Olga Graf Jekaterina Lobysjeva Jekaterina Sjichova Julija Skokova                              |
| Pyeongchang 2018 Detaljer... | Japan Miho Takagi Ayano Sato Nana Takagi Ayaka Kikuchi                                        | Nederländerna Marrit Leenstra Ireen Wüst Antoinette de Jong Lotte van Beek          | USA Heather Bergsma Brittany Bowe Mia Manganello Carlijn Schoutens                                      |

Källa:

### Masstart
| Spel                         | Guld              | Silver               | Brons                        |
| Pyeongchang 2018 Detaljer... | Nana Takagi Japan | Kim Bo-reum Sydkorea | Irene Schouten Nederländerna |

## Herrar

### 500 meter
| Spel                                    | Guld                           | Silver                         | Brons                         |
| Chamonix 1924 Detaljer...               | Charles Jewtraw USA            | Oskar Olsen Norge              | Roald Larsen Norge            |
| Chamonix 1924 Detaljer...               | Charles Jewtraw USA            | Oskar Olsen Norge              | Clas Thunberg Finland         |
| Sankt Moritz 1928 Detaljer...           | Bernt Evensen Norge            | Inte utdelat                   | Jaakko Friman Finland         |
| Sankt Moritz 1928 Detaljer...           | Clas Thunberg Finland          | Inte utdelat                   | Jaakko Friman Finland         |
| Lake Placid 1932 Detaljer...            | Jack Shea USA                  | Bernt Evensen Norge            | Alexander Hurd Kanada         |
| Garmisch-Partenkirchen 1936 Detaljer... | Ivar Ballangrud Norge          | Georg Krog Norge               | Leo Freisinger USA            |
| Sankt Moritz 1948 Detaljer...           | Finn Helgesen Norge            | Ken Bartholomew USA            | Inte utdelat                  |
| Sankt Moritz 1948 Detaljer...           | Finn Helgesen Norge            | Thomas Byberg Norge            | Inte utdelat                  |
| Sankt Moritz 1948 Detaljer...           | Finn Helgesen Norge            | Robert Fitzgerald USA          | Inte utdelat                  |
| Oslo 1952 Detaljer...                   | Ken Henry USA                  | Don McDermott USA              | Gordon Audley Kanada          |
| Oslo 1952 Detaljer...                   | Ken Henry USA                  | Don McDermott USA              | Arne Johansen Norge           |
| Cortina d’Ampezzo 1956 Detaljer...      | Jevgenij Grisjin Sovjetunionen | Rafael Gratj Sovjetunionen     | Alv Gjestvang Norge           |
| Squaw Valley 1960 Detaljer...           | Jevgenij Grisjin Sovjetunionen | Bill Disney USA                | Rafael Gratj Sovjetunionen    |
| Innsbruck 1964 Detaljer...              | Terry McDermott USA            | Alv Gjestvang Norge            | Inte utdelat                  |
| Innsbruck 1964 Detaljer...              | Terry McDermott USA            | Jevgenij Grisjin Sovjetunionen | Inte utdelat                  |
| Innsbruck 1964 Detaljer...              | Terry McDermott USA            | Vladimir Orlov Sovjetunionen   | Inte utdelat                  |
| Grenoble 1968 Detaljer...               | Erhard Keller Västtyskland     | Terry McDermott USA            | Inte utdelat                  |
| Grenoble 1968 Detaljer...               | Erhard Keller Västtyskland     | Magne Thomassen Norge          | Inte utdelat                  |
| Sapporo 1972 Detaljer...                | Erhard Keller Västtyskland     | Hasse Börjes Sverige           | Valerij Muratov Sovjetunionen |
| Innsbruck 1976 Detaljer...              | Jevgenij Kulikov Sovjetunionen | Valerij Muratov Sovjetunionen  | Dan Immerfall USA             |
| Lake Placid 1980 Detaljer...            | Eric Heiden USA                | Jevgenij Kulikov Sovjetunionen | Lieuwe de Boer Nederländerna  |
| Sarajevo 1984 Detaljer...               | Sergej Fokitjev Sovjetunionen  | Yoshihiro Kitazawa Japan       | Gaétan Boucher Kanada         |
| Calgary 1988 Detaljer...                | Uwe-Jens Mey Östtyskland       | Jan Ykema Nederländerna        | Akira Kuroiwa Japan           |
| Albertville 1992 Detaljer...            | Uwe-Jens Mey Tyskland          | Toshiyuki Kuroiwa Japan        | Junichi Inoue Japan           |
| Lillehammer 1994 Detaljer...            | Aleksandr Golubev Ryssland     | Sergej Klevtjenja Ryssland     | Manabu Horii Japan            |
| Nagano 1998 Detaljer...                 | Hiroyasu Shimizu Japan         | Jeremy Wotherspoon Kanada      | Kevin Overland Kanada         |
| Salt Lake City 2002 Detaljer...         | Casey FitzRandolph USA         | Hiroyasu Shimizu Japan         | Kip Carpenter USA             |
| Turin 2006 Detaljer...                  | Joey Cheek USA                 | Dmitrij Dorofejev Ryssland     | Lee Kang-seok Sydkorea        |
| Vancouver 2010 Detaljer...              | Mo Tae-bum Sydkorea            | Keiichiro Nagashima Japan      | Joji Kato Japan               |
| Sotji 2014 Detaljer...                  | Michel Mulder Nederländerna    | Jan Smeekens Nederländerna     | Ronald Mulder Nederländerna   |
| Pyeongchang 2018 Detaljer...            | Håvard Lorentzen Norge         | Cha Min-kyu Sydkorea           | Gao Tingyu Kina               |

Källa:

### 1 000 meter
| Spel                            | Guld                           | Silver                          | Brons                           |
| Innsbruck 1976 Detaljer...      | Peter Mueller USA              | Jørn Didriksen Norge            | Valerij Muratov Sovjetunionen   |
| Lake Placid 1980 Detaljer...    | Eric Heiden USA                | Gaétan Boucher Kanada           | Vladimir Lobanov Sovjetunionen  |
| Lake Placid 1980 Detaljer...    | Eric Heiden USA                | Gaétan Boucher Kanada           | Frode Rønning Norge             |
| Sarajevo 1984 Detaljer...       | Gaétan Boucher Kanada          | Sergej Chlebnikov Sovjetunionen | Kai Arne Engelstad Norge        |
| Calgary 1988 Detaljer...        | Nikolaj Guljajev Sovjetunionen | Uwe-Jens Mey Östtyskland        | Ihar Zjaljazoŭski Sovjetunionen |
| Albertville 1992 Detaljer...    | Olaf Zinke Tyskland            | Kim Yoon-man Sydkorea           | Yukinori Miyabe Japan           |
| Lillehammer 1994 Detaljer...    | Dan Jansen USA                 | Ihar Zjaljazoŭski Belarus       | Sergej Klevtjenja Ryssland      |
| Nagano 1998 Detaljer...         | Ids Postma Nederländerna       | Jan Bos Nederländerna           | Hiroyasu Shimizu Japan          |
| Salt Lake City 2002 Detaljer... | Gerard van Velde Nederländerna | Jan Bos Nederländerna           | Joey Cheek USA                  |
| Turin 2006 Detaljer...          | Shani Davis USA                | Joey Cheek USA                  | Erben Wennemars Nederländerna   |
| Vancouver 2010 Detaljer...      | Shani Davis USA                | Mo Tae-bum Sydkorea             | Chad Hedrick USA                |
| Sotji 2014 Detaljer...          | Stefan Groothuis Nederländerna | Denny Morrison Kanada           | Michel Mulder Nederländerna     |
| Pyeongchang 2018 Detaljer...    | Kjeld Nuis Nederländerna       | Håvard Lorentzen Norge          | Kim Tae-yun Sydkorea            |

Källa:

### 1 500 meter
| Spel                                    | Guld                           | Silver                          | Brons                         |
| Chamonix 1924 Detaljer...               | Clas Thunberg Finland          | Roald Larsen Norge              | Sigurd Moen Norge             |
| Sankt Moritz 1928 Detaljer...           | Clas Thunberg Finland          | Bernt Evensen Norge             | Ivar Ballangrud Norge         |
| Lake Placid 1932 Detaljer...            | Jack Shea USA                  | Alexander Hurd Kanada           | Willy Logan Kanada            |
| Garmisch-Partenkirchen 1936 Detaljer... | Charles Mathiesen Norge        | Ivar Ballangrud Norge           | Birger Wasenius Finland       |
| Sankt Moritz 1948 Detaljer...           | Sverre Farstad Norge           | Åke Seyffarth Sverige           | Odd Lundberg Norge            |
| Oslo 1952 Detaljer...                   | Hjalmar Andersen Norge         | Wim van der Voort Nederländerna | Roald Aas Norge               |
| Cortina d’Ampezzo 1956 Detaljer...      | Jevgenij Grisjin Sovjetunionen | Inte utdelat                    | Toivo Salonen Finland         |
| Cortina d’Ampezzo 1956 Detaljer...      | Jurij Michajlov Sovjetunionen  | Inte utdelat                    | Toivo Salonen Finland         |
| Squaw Valley 1960 Detaljer...           | Roald Aas Norge                | Inte utdelat                    | Boris Stenin Sovjetunionen    |
| Squaw Valley 1960 Detaljer...           | Jevgenij Grisjin Sovjetunionen | Inte utdelat                    | Boris Stenin Sovjetunionen    |
| Innsbruck 1964 Detaljer...              | Ants Antson Sovjetunionen      | Kees Verkerk Nederländerna      | Villy Haugen Norge            |
| Grenoble 1968 Detaljer...               | Kees Verkerk Nederländerna     | Ivar Eriksen Norge              | Inte utdelat                  |
| Grenoble 1968 Detaljer...               | Kees Verkerk Nederländerna     | Ard Schenk Nederländerna        | Inte utdelat                  |
| Sapporo 1972 Detaljer...                | Ard Schenk Nederländerna       | Roar Grønvold Norge             | Göran Claeson Sverige         |
| Innsbruck 1976 Detaljer...              | Jan Egil Storholt Norge        | Jurij Kondakov Sovjetunionen    | Hans van Helden Nederländerna |
| Lake Placid 1980 Detaljer...            | Eric Heiden USA                | Kay Arne Stenshjemmet Norge     | Terje Andersen Norge          |
| Sarajevo 1984 Detaljer...               | Gaétan Boucher Kanada          | Sergej Chlebnikov Sovjetunionen | Oleg Bozjev Sovjetunionen     |
| Calgary 1988 Detaljer...                | André Hoffmann Östtyskland     | Eric Flaim USA                  | Michael Hadschieff Österrike  |
| Albertville 1992 Detaljer...            | Johann Olav Koss Norge         | Ådne Søndrål Norge              | Leo Visser Nederländerna      |
| Lillehammer 1994 Detaljer...            | Johann Olav Koss Norge         | Rintje Ritsma Nederländerna     | Falko Zandstra Nederländerna  |
| Nagano 1998 Detaljer...                 | Ådne Søndrål Norge             | Ids Postma Nederländerna        | Rintje Ritsma Nederländerna   |
| Salt Lake City 2002 Detaljer...         | Derek Parra USA                | Jochem Uytdehaage Nederländerna | Ådne Søndrål Norge            |
| Turin 2006 Detaljer...                  | Enrico Fabris Italien          | Shani Davis USA                 | Chad Hedrick USA              |
| Vancouver 2010 Detaljer...              | Mark Tuitert Nederländerna     | Shani Davis USA                 | Håvard Bøkko Norge            |
| Sotji 2014 Detaljer...                  | Zbigniew Bródka Polen          | Koen Verweij Nederländerna      | Denny Morrison Kanada         |
| Pyeongchang 2018 Detaljer...            | Kjeld Nuis Nederländerna       | Patrick Roest Nederländerna     | Kim Tae-yun Sydkorea          |

Källa:

### 5 000 meter
| Spel                                    | Guld                            | Silver                        | Brons                          |
| Chamonix 1924 Detaljer...               | Clas Thunberg Finland           | Julius Skutnabb Finland       | Roald Larsen Norge             |
| Sankt Moritz 1928 Detaljer...           | Ivar Ballangrud Norge           | Julius Skutnabb Finland       | Bernt Evensen Norge            |
| Lake Placid 1932 Detaljer...            | Irving Jaffee USA               | Eddie Murphy USA              | Willy Logan Kanada             |
| Garmisch-Partenkirchen 1936 Detaljer... | Ivar Ballangrud Norge           | Birger Wasenius Finland       | Antero Ojala Finland           |
| Sankt Moritz 1948 Detaljer...           | Reidar Liaklev Norge            | Odd Lundberg Norge            | Göthe Hedlund Sverige          |
| Oslo 1952 Detaljer...                   | Hjalmar Andersen Norge          | Kees Broekman Nederländerna   | Sverre Haugli Norge            |
| Cortina d’Ampezzo 1956 Detaljer...      | Boris Sjilkov Sovjetunionen     | Sigge Ericsson Sverige        | Oleg Gontjarenko Sovjetunionen |
| Squaw Valley 1960 Detaljer...           | Viktor Kositjkin Sovjetunionen  | Knut Johannesen Norge         | Jan Pesman Nederländerna       |
| Innsbruck 1964 Detaljer...              | Knut Johannesen Norge           | Per Ivar Moe Norge            | Fred Anton Maier Norge         |
| Grenoble 1968 Detaljer...               | Fred Anton Maier Norge          | Kees Verkerk Nederländerna    | Peter Nottet Nederländerna     |
| Sapporo 1972 Detaljer...                | Ard Schenk Nederländerna        | Roar Grønvold Norge           | Sten Stensen Norge             |
| Innsbruck 1976 Detaljer...              | Sten Stensen Norge              | Piet Kleine Nederländerna     | Hans van Helden Nederländerna  |
| Lake Placid 1980 Detaljer...            | Eric Heiden USA                 | Kay Arne Stenshjemmet Norge   | Tom Erik Oxholm Norge          |
| Sarajevo 1984 Detaljer...               | Tomas Gustafson Sverige         | Igor Malkov Sovjetunionen     | René Schöfisch Östtyskland     |
| Calgary 1988 Detaljer...                | Tomas Gustafson Sverige         | Leo Visser Nederländerna      | Gerard Kemkers Nederländerna   |
| Albertville 1992 Detaljer...            | Geir Karlstad Norge             | Falko Zandstra Nederländerna  | Leo Visser Nederländerna       |
| Lillehammer 1994 Detaljer...            | Johann Olav Koss Norge          | Kjell Storelid Norge          | Rintje Ritsma Nederländerna    |
| Nagano 1998 Detaljer...                 | Gianni Romme Nederländerna      | Rintje Ritsma Nederländerna   | Bart Veldkamp Belgien          |
| Salt Lake City 2002 Detaljer...         | Jochem Uytdehaage Nederländerna | Derek Parra USA               | Jens Boden Tyskland            |
| Turin 2006 Detaljer...                  | Chad Hedrick USA                | Sven Kramer Nederländerna     | Enrico Fabris Italien          |
| Vancouver 2010 Detaljer...              | Sven Kramer Nederländerna       | Lee Seung-Hoon Sydkorea       | Ivan Skobrev Ryssland          |
| Sotji 2014 Detaljer...                  | Sven Kramer Nederländerna       | Jan Blokhuijsen Nederländerna | Jorrit Bergsma Nederländerna   |
| Pyeongchang 2018 Detaljer...            | Sven Kramer Nederländerna       | Ted-Jan Bloemen Kanada        | Sverre Lunde Pedersen Norge    |
| Peking 2022 Detaljer...                 | Nils van der Poel Sverige       | Patrick Roest Nederländerna   | Hallgeir Engebråten Norge      |

Källa:

### 10 000 meter
| Spel                                    | Guld                                            | Silver                                          | Brons                                           |
| Chamonix 1924 Detaljer...               | Julius Skutnabb Finland                         | Clas Thunberg Finland                           | Roald Larsen Norge                              |
| Sankt Moritz 1928 Detaljer...           | Tävlingen slutfördes inte på grund av dålig is. | Tävlingen slutfördes inte på grund av dålig is. | Tävlingen slutfördes inte på grund av dålig is. |
| Lake Placid 1932 Detaljer...            | Irving Jaffee USA                               | Ivar Ballangrud Norge                           | Frank Stack Kanada                              |
| Garmisch-Partenkirchen 1936 Detaljer... | Ivar Ballangrud Norge                           | Birger Wasenius Finland                         | Max Stiepl Österrike                            |
| Sankt Moritz 1948 Detaljer...           | Åke Seyffarth Sverige                           | Lassi Parkkinen Finland                         | Pentti Lammio Finland                           |
| Oslo 1952 Detaljer...                   | Hjalmar Andersen Norge                          | Kees Broekman Nederländerna                     | Carl-Erik Asplund Sverige                       |
| Cortina d’Ampezzo 1956 Detaljer...      | Sigge Ericsson Sverige                          | Knut Johannesen Norge                           | Oleg Gontjarenko Sovjetunionen                  |
| Squaw Valley 1960 Detaljer...           | Knut Johannesen Norge                           | Viktor Kositjkin Sovjetunionen                  | Kjell Bäckman Sverige                           |
| Innsbruck 1964 Detaljer...              | Jonny Nilsson Sverige                           | Fred Anton Maier Norge                          | Knut Johannesen Norge                           |
| Grenoble 1968 Detaljer...               | Johnny Höglin Sverige                           | Fred Anton Maier Norge                          | Örjan Sandler Sverige                           |
| Sapporo 1972 Detaljer...                | Ard Schenk Nederländerna                        | Kees Verkerk Nederländerna                      | Sten Stensen Norge                              |
| Innsbruck 1976 Detaljer...              | Piet Kleine Nederländerna                       | Sten Stensen Norge                              | Hans van Helden Nederländerna                   |
| Lake Placid 1980 Detaljer...            | Eric Heiden USA                                 | Piet Kleine Nederländerna                       | Tom Erik Oxholm Norge                           |
| Sarajevo 1984 Detaljer...               | Igor Malkov Sovjetunionen                       | Tomas Gustafson Sverige                         | René Schöfisch Östtyskland                      |
| Calgary 1988 Detaljer...                | Tomas Gustafson Sverige                         | Michael Hadschieff Österrike                    | Leo Visser Nederländerna                        |
| Albertville 1992 Detaljer...            | Bart Veldkamp Nederländerna                     | Johann Olav Koss Norge                          | Geir Karlstad Norge                             |
| Lillehammer 1994 Detaljer...            | Johann Olav Koss Norge                          | Kjell Storelid Norge                            | Bart Veldkamp Nederländerna                     |
| Nagano 1998 Detaljer...                 | Gianni Romme Nederländerna                      | Bob de Jong Nederländerna                       | Rintje Ritsma Nederländerna                     |
| Salt Lake City 2002 Detaljer...         | Jochem Uytdehaage Nederländerna                 | Gianni Romme Nederländerna                      | Lasse Sætre Norge                               |
| Turin 2006 Detaljer...                  | Bob de Jong Nederländerna                       | Chad Hedrick USA                                | Carl Verheijen Nederländerna                    |
| Vancouver 2010 Detaljer...              | Lee Seung-Hoon Sydkorea                         | Ivan Skobrev Ryssland                           | Bob de Jong Nederländerna                       |
| Sotji 2014 Detaljer...                  | Jorrit Bergsma Nederländerna                    | Sven Kramer Nederländerna                       | Bob de Jong Nederländerna                       |
| Pyeongchang 2018 Detaljer...            | Ted-Jan Bloemen Kanada                          | Jorrit Bergsma Nederländerna                    | Nicola Tumolero Italien                         |

Källa:

### Lagtempo
| Spel                         | Guld                                                                           | Silver                                                                        | Brons                                                                               |
| Turin 2006 Detaljer...       | Italien Matteo Anesi Stefano Donagrandi Enrico Fabris Ippolito Sanfratello     | Kanada Arne Dankers Steven Elm Denny Morrison Jason Parker Justin Warsylewicz | Nederländerna Sven Kramer Rintje Ritsma Mark Tuitert Carl Verheijen Erben Wennemars |
| Vancouver 2010 Detaljer...   | Kanada Mathieu Giroux Lucas Makowsky Denny Morrison                            | USA Brian Hansen Chad Hedrick Jonathan Kuck Trevor Marsicano                  | Nederländerna Jan Blokhuijsen Sven Kramer Simon Kuipers Mark Tuitert                |
| Sotji 2014 Detaljer...       | Nederländerna Jan Blokhuijsen Sven Kramer Koen Verweij                         | Sydkorea Joo Hyong-jun Kim Cheol-min Lee Seung-hoon                           | Polen Zbigniew Bródka Konrad Niedźwiedzki Jan Szymański                             |
| Pyeongchang 2018 Detaljer... | Norge Håvard Bøkko Sindre Henriksen Simen Spieler Nilsen Sverre Lunde Pedersen | Sydkorea Lee Seung-hoon Chung Jae-won Kim Min-seok                            | Nederländerna Jan Blokhuijsen Sven Kramer Patrick Roest Koen Verweij                |

Källa:

### Masstart
| Spel                         | Guld                    | Silver                 | Brons                      |
| Pyeongchang 2018 Detaljer... | Lee Seung-hoon Sydkorea | Bart Swings Belgien    | Koen Verweij Nederländerna |
| Peking 2022 Detaljer...      | Bart Swings Belgien     | Chung Jae-won Sydkorea | Lee Seung-hoon Sydkorea    |

## Borttagna

### Allround
| Spel                      | Guld                  | Silver             | Brons                   |
| Chamonix 1924 Detaljer... | Clas Thunberg Finland | Roald Larsen Norge | Julius Skutnabb Finland |